# ميخائيل ميلز
ميخائيل ميلز (27 يوليو 1921 - 8 نوفمبر 2014) (بالإنجليزية: Michael Mills)‏ هو لاعب كريكت بريطاني (وحمل سابقاً جنسية المملكة المتحدة لبريطانيا العظمى وأيرلندا).

## وصلات خارجية
- ميخائيل ميلز على موقع إي آس بي آن كريك إنفو (الإنجليزية)